# C19H14O9
化学式C19H14O9（摩尔质量：386.31 g/mol）可能指：
- 斑点酸，CAS号：549-06-4
- 杂色乳牛肝菌酸甲酯，CAS号：20988-31-2

|  | 这个同类索引页列出了具有相同分子式的化学物（即同分異構體）条目。 除非您是有意链接至本页，否则应将相应条目的内部链接指向正确的条目。 |